# Eusceptis atriora
Eusceptis atriora är en fjärilsart som beskrevs av Todd 1966. Eusceptis atriora ingår i släktet Eusceptis och familjen nattflyn. Inga underarter finns listade i Catalogue of Life.